# Barbados nos Jogos Olímpicos de Verão de 1984
Barbados participou dos Jogos Olímpicos de Verão de 1984 em Los Angeles, Estados Unidos.  O país retornou às Olimpíadas após participar do boicote aos Jogos Olímpicos de Verão de 1980.

## Resultados por Evento

### Atletismo
400m masculino
- Elvis Forde
  - Eliminatórias — 45.47
  - Quartas-de-final — 45.60
  - Semifinais — 45.32 (→ não avançou)

- David Peltier
  - Eliminatórias — 46.57
  - Quartas-de-final — 46.48 (→ não avançou)

- Richard Louis
  - Eliminatórias — 46.70 (→ não avançou)

400m com barreiras feminino
- Cheryl Blackman
  - Eliminatórias — 1:01.19 (→ não avançou)

- Carlon Blackman
- Clyde Edwards
- Hamil Grimes
- Anthony Jones
- John Mayers

### Boxe
- Edward Neblett
- Ed Pollard

### Ciclismo
- Charles Pile

### Nado sincronizado
- Chemene Sinson

### Natação
200m borboleta masculino
- Harry Wozniak
  - Eliminatórias — 2:13.17 (→ não avançou, 31º lugar)

200m medley masculino
- Harry Wozniak
  - Eliminatórias — 2:22.49 (→ não avançou, 37º lugar)

400m medley masculino
- Harry Wozniak
  - Eliminatórias — 4:53.87 (→ não avançou, 18º lugar)

### Vela
- Bruce Bayley
- Howard Palmer